# Joshua Farris
Joshua Farris (* 6. Januar 1995 in Renton, Washington) ist ein ehemaliger US-amerikanischer Eiskunstläufer, der im Einzellauf startete.
2013 wurde Farris in Mailand Juniorenweltmeister vor seinem Landsmann Jason Brown. 2014 bestritt er seine ersten Vier-Kontinente-Meisterschaften und belegte den sechsten Rang. Im Jahr 2015 schaffte es Farris als Dritter erstmals auf das Podium bei den US-Meisterschaften. Bei den Vier-Kontinente-Meisterschaften errang er mit Silber seine erste internationale Medaille. Es folgte sein Debüt bei Weltmeisterschaften, dass er auf dem elften Platz beendete.
Nachdem Farris im Sommer 2015 innerhalb von drei Wochen drei Gehirnerschütterungen erlitten hatte, beendete er aus Angst vor Folgeschäden am 1. Juli 2016 seine Karriere.

## Ergebnisse
| Weltmeisterschaften              |       |       |       |       | 11.   |       |
| Vier-Kontinente-Meisterschaften  |       |       |       | 6.    | 2.    |       |
| Juniorenweltmeisterschaften      |       | 2.    | 1.    |       |       |       |
| US-amerikanische Meisterschaften | 21.   | 16.   | 4.    | 4.    | 3.    |       |
| -                                |       |       |       |       |       |       |
| Grand-Prix-Wettbewerb / Saison   | 10/11 | 11/12 | 12/13 | 13/14 | 14/15 | 15/16 |
| Skate Canada                     |       |       |       | 5.    |       | Z     |
| Cup of Russia                    |       |       |       | Z     |       |       |
| NHK Trophy                       |       |       |       |       | 11.   | Z     |
| Cup of China                     |       |       |       |       | Z     |       |

- Z = Zurückgezogen